# 严敏求
严敏求（1941年7月3日—），上海人，中国表演艺术家，北京人民艺术剧院演员。1963年毕业于中央戏剧学院表演系，毕业后分在北京人艺任演员。代表作品有话剧《日出》、《伊索》、《故都春晓》，电视剧《唐明皇》、《倚天屠龙记》、《金婚》，电影《大腕》、《海洋天堂》等。